# Matías Zaragoza
Matías Gastón Zaragoza (Libertad, Provincia de Buenos Aires, Argentina, 20 de septiembre de 1995) es un futbolista argentino. Juega como interior izquierdo. Actualmente milita en Midland.

## Trayectoria
Debutó con Boca Juniors en el año 2014. El mayor tiempo lo pasó jugando con la reserva donde fue dirigido por Rolando Schiavi.
Se fue a Bielorrusia para jugar 6 meses en el FC Belshina donde se encontró con sus paisanos Leandro Torres y Facundo Samarian.
En el año 2017 fichó por el Boston River uruguayo.

## Clubes
| Club              | País        | Año       | Partidos | Goles |
| ----------------- | ----------- | --------- | -------- | ----- |
| Boca Juniors      | Argentina   | 2014-2016 | 0        | 0     |
| Belshina Bobruisk | Bielorrusia | 2016      | 7        | 1     |
| Boston River      | Uruguay     | 2017-2018 | 15       | 2     |
| Midland           | Argentina   | 2018      |          |       |